# Teatro en Azerbaiyán

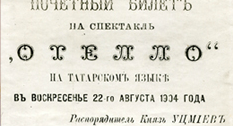
Espectáculo de obra "Otelo", en 1904

Teatro azerbaiyano ( azerí: Azərbaycan teatrı ) - es el arte del teatro de la nación azerbaiyana. 

## Historia

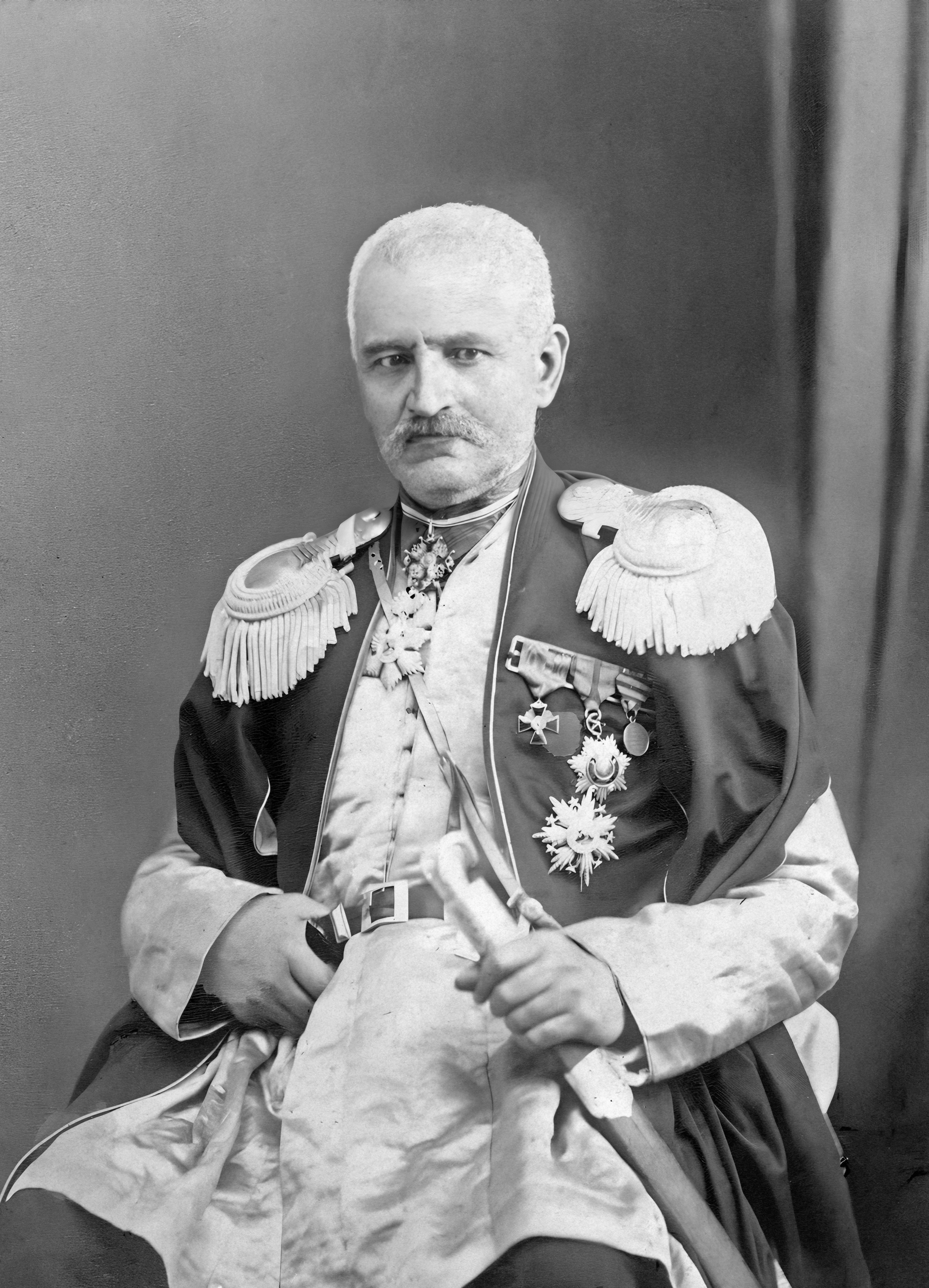
Mirza Fatali Akhundov

El teatro nacional azerbaiyano surgió en la segunda mitad del siglo XIX, en la base de las comedias del primer dramaturgo azerbaiyano Mirza Fatali Akhundov. El 10 de marzo de 1873 se puso en escena el primer espectáculo teatral profesional en el idioma azerí. La iniciativa fue del director del colegio Hasan bek Zardabi y estudiante del colegio Nacaf bek Vezirov. Fue el espectáculo de obra de Akhundov "Vizir del kanato Lankaran". Un mes después en escena se puso otro espectáculo por obra de Akhundov "Haji Kara" ("Las aventuras del tacaño"). Posterior, durante algún tiempo, en Bakú, no interpretaban los espectáculos.

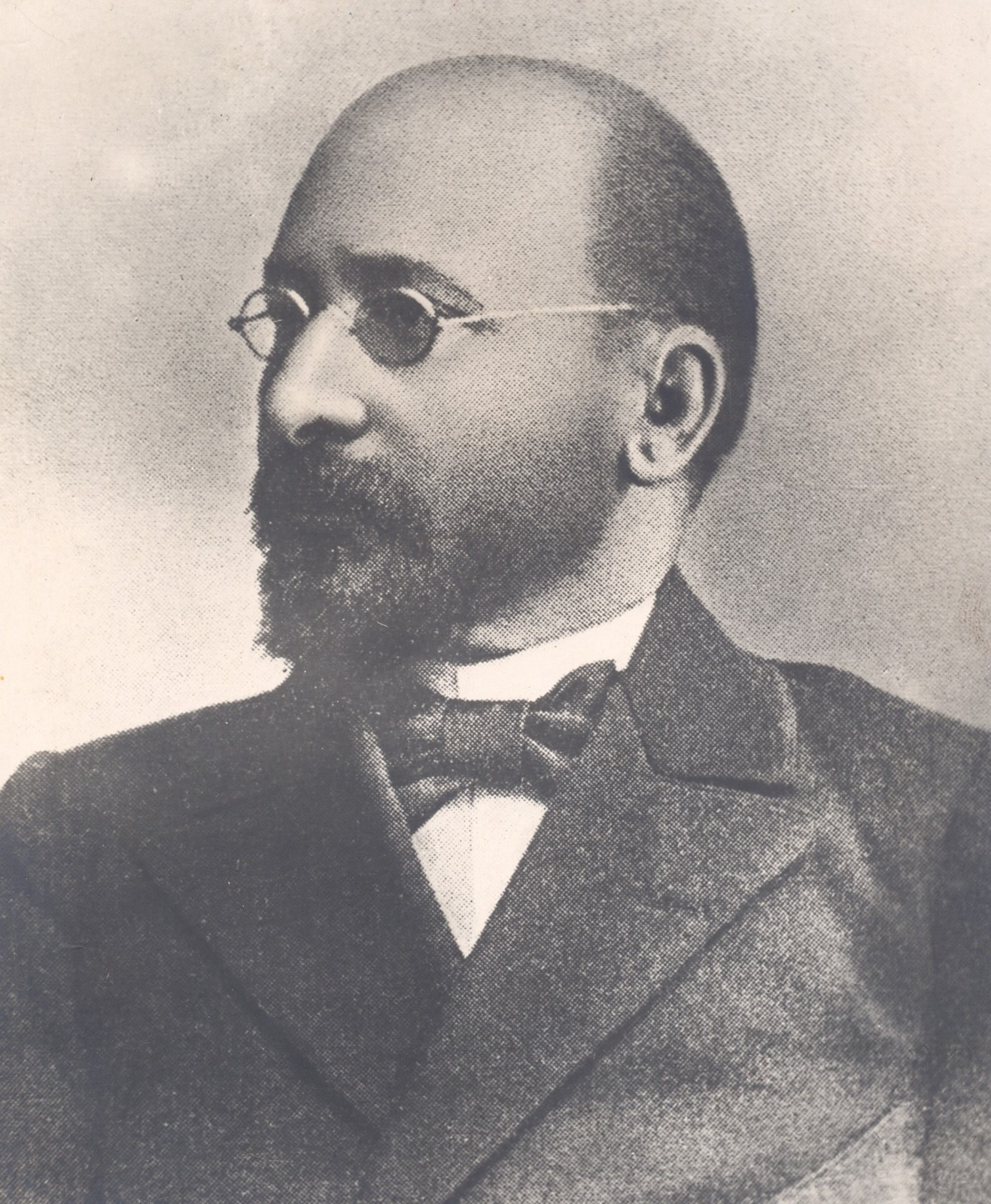
Nacaf bek Vezirov

En 1888, fue creado un grupo del teatro por Habib bek Mahmudbekov. En 1897 fue creado primer grupo profesional " Compañía dramática musulmana". El repertorio del grupo se consistía de las obras de los dramaturgos azerbaiyanos Mirza Fatali Akhundov, N. Narimanov, H. Vezirov, N. Vezirov, Dj. Mamedkulizade, etc, rusos Nikolai Gógol, Ivan Turguénev, Lev Tolstói y clásicos del Europa Occidental William Shakespeare, Friedrich Schiller, Molière u otros. En la escena interpretaban los espectáculos como "El dolor de Fakhradin" y "De lluvia a diluvia" de N. Vezirov, "Nido devastado", "Joven miserable", "Aga Mohamed Khan Kayar" de A. Akhverdiyev, "Ignorancia", "Nader Shah" de N. Narimanov, etc. En estas obras se denunciaban las moralidades de la sociedad feudal, opresión y despotismo del régimen capitalista, obscurantismo y el fanatismo religioso. 
En 1896, en Shusha, se interpretó el drama de Abduragim bek Akhverdiyev "Nido devastado". El autor fue también el director del espectáculo.
A partir de año 1881, en Shusha, durante las vacaciones de verano los profesores jóvenes periódicamente organizaban los espectáculos de aficionados. En los primeros años el repertorio consistía solo de las obras de Mirza Fatali Akhundov.

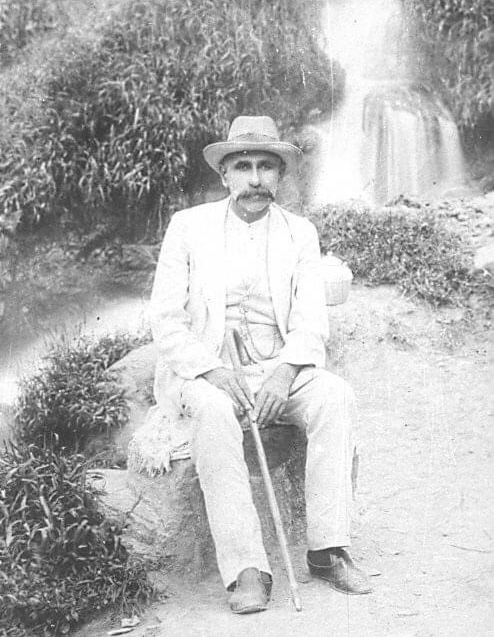
Hashim bek Vezirov

En los años del siglo XIX Hashim bek Vezirov, profesor del idioma azerí, activamente participó en la vida teatral del país. En 1904, los aficionados interpretaron el espectáculo de obra de Shakespeare "Otelo", que fue traducido por Hashim bek Vezirov; él también interpretó el papel de Otelo.
En los últimos años del siglo XIX,  también en las ciudades provinciales azerbaiyanos Nukha, Shamakha, Ganya, Nakhichevan se ponían en escena los espectáculos en idioma azerí. Los organizadores de los espectáculos teatrales eran Nacaf bek Vezirov, Hashim bek Vezirov, Nariman Narimanov, Abduragim bek Akhverdiyev, Djalil Mamedkulizade, Suleiman Sani Akhundov u otros.
En la historia del teatro azerbaiyano los espectáculos "Aga Mohamed Khan Kayar" de A. Akhverdiyev (de 1907), "Ladrones" (de 1907) y "Los Muertos" (de 1916) de Dj.Mamedkulizade, Otelo (de 1910) tienen la gran importancia. En ese período se hizo famoso como actor y director Husein Arablinski.
En 1917 fue establecida la Unión de Artistas Musulmanes, que consistía de todos frupos teatrales de Azerbaiyán.
En 1920 fue creado el Teatro Estatal Conjunto de los grupos azerbaiyanos, rusos y armenios. Dos años después el teatro fue transformado al teatro dramático académico.
Actualmente, el 10 de marzo se celebra el Día Nacional del Teatro. Según los datos de 2014, en Azerbaiyán se existen 14 teatros.

## Teatros de Azerbaiyán

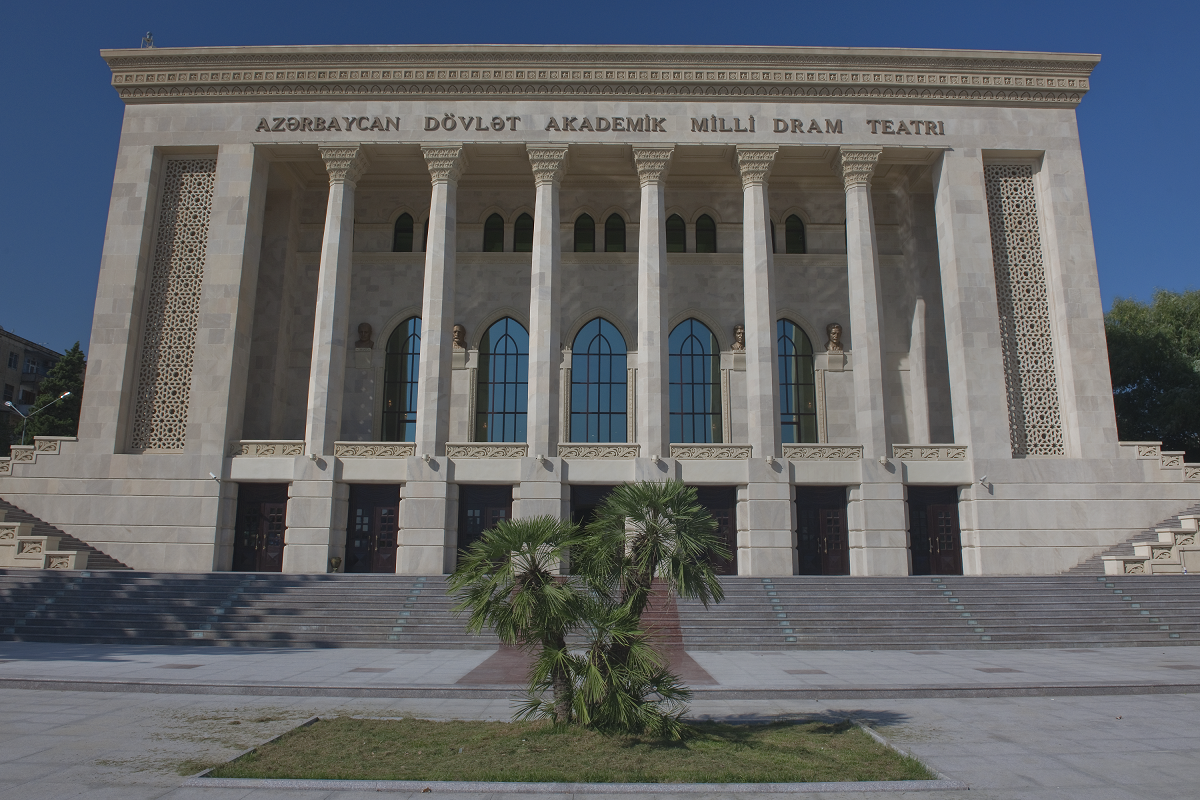
El Teatro Académico Estatal de Drama de Azerbaiyán

### Teatro Académico Estatal de Drama de Azerbaiyán
En 1919 fue establecido el Teatro Estatal de Azerbaiyán. El edificio del teatro fue construido en 1960 por H.Alizada y M.Madatov. Desde 1991 el teatro lleva el nombre Teatro Académico Estatal de Drama de Azerbaiyán. Los actores más famosos del teatro son Siyavush Aslan, Yashar Nuri, Telman Adigozalov, Basti Bakirova, Firangiz Mutallimova, Rafael Dadashev, Sevil Khalilova, etc. El grupo del teatro estaban en giro en Moscú, San Petersburgo, Tiflis, Taskent, Turquía, Alemania u otros.

### Teatro dramático de Sheki

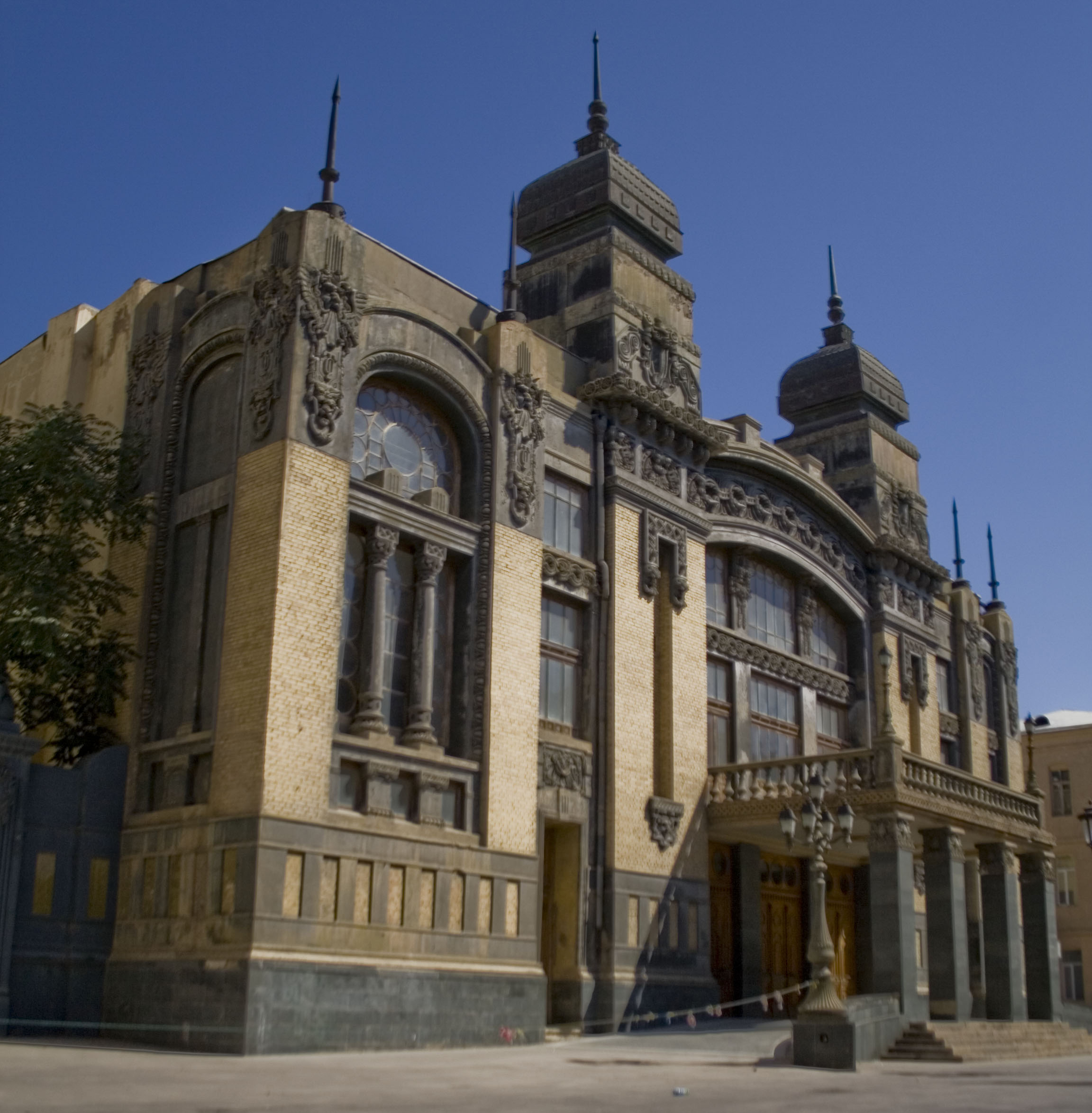
Teatro de Ópera y Ballet Académico Estatal de Azerbaiyán.

El teatro dramático de Sheki lleva el nombre de Sabit Rahman y se encuentra en Sheki. De 1933 a 1950 teatro funcionaba como el Teatro Dramático Estatal. De 1959 a 1975 fue el Teatro Popular. En 2012 el grupe de teatro estuvo en giro en Konia (Turquía) en el Festival Teatral de hablas turco con espectáculo de la obra de Molière "George Dandin" y ganó dos premios especiales. Cada año el grupo de este teatro está en giro en Bakú. En el marzo de 2012 comenzó la restauración del edificio del teatro.

### Teatro de Ópera y Ballet Académico Estatal de Azerbaiyán
El teatro de Ópera y Ballet Académico Estatal de Azerbaiyán es un teatro de ópera en Bakú. El teatro fue creado en 1920 por orden del Gobierno de RSS de Azerbaiyán. El edificio del teatro fue construido en 1911; la construcción fue financiado por el magnate azerbaiyano Zeynalabdin Taghiyev. Desde 1959 el teatro es académico. En los primeros años en el teatso se poñía en escena la primera ópera azerbaiyana de Uzeyir Hacibeyov "Leyli y Medzhnun", "Shah Ismail" de Muslim Maqomayev, Eugenio Oneguin, Mazepa, Fausto, Carmén y muchos otros. En 1925 se interpretó Arshin Mal Alan. En 1938 el teatro fue condecorado por el orden de Lénin. En 1940 se puso en escena primer ballet azerbaiyano "Torre de la Doncella". En los años 60 del siglo XX el grupo del teatro se consistió de Bulbul, Rashid Behbudov, Shovket Mamedova.

### Teatro de Música Estatal de Azerbaiyán
El teatro Estatal Musical de Azerbaiyán fue creado en 1934. Uno de los principales actores del teatro era Nasiba Zeynalova. El edificio actual del teatro fue construido en 1998. En 2013 el edificio fue restaurado. En el teatro se pusieron en escena los espectáculos como "Hombre y mujer", "Arshin mal Alan" de Uzeyir Hacibeyov, "Molla Ibrahim Khalil" de Mirza Fatali Akhundov, etc.

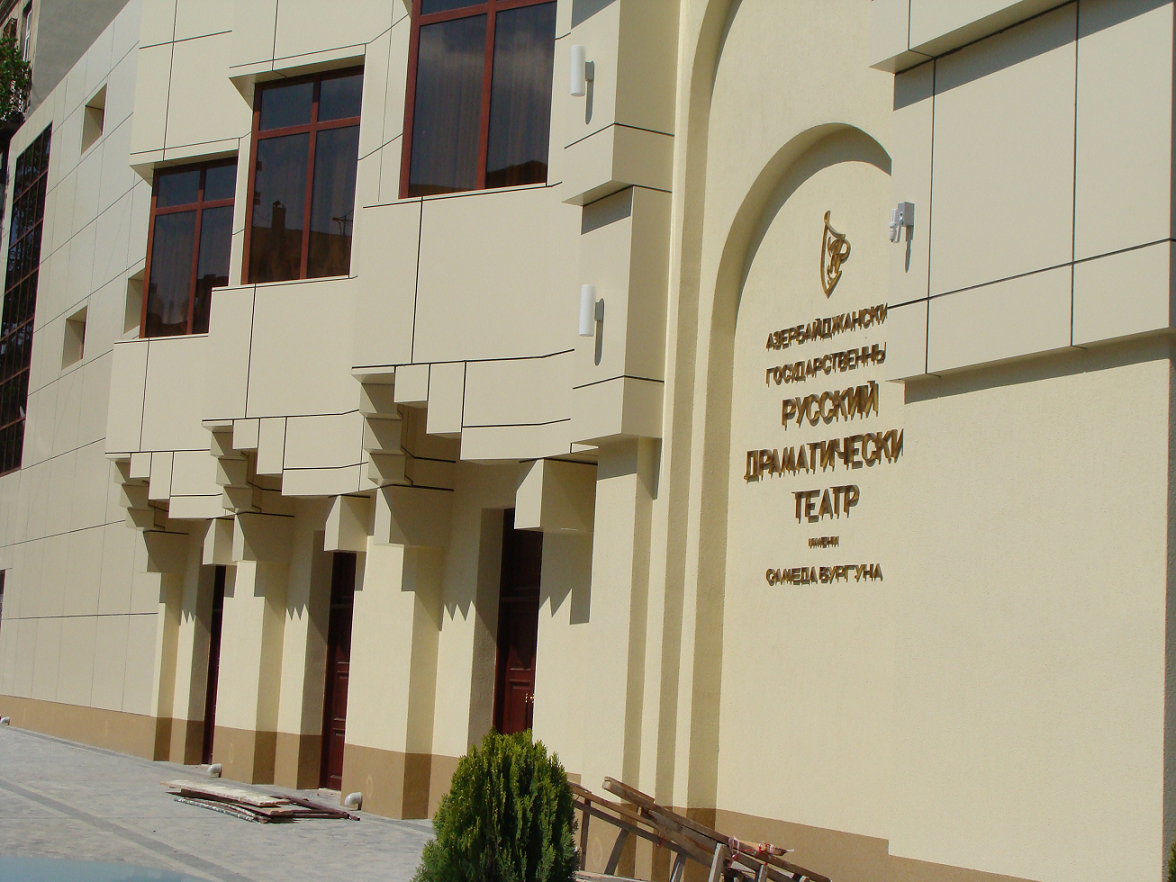
Teatro Estatal Ruso de Drama de Azerbaiyán

### Teatro Estatal Ruso de Drama de Azerbaiyán
El teatro Estatal Ruso de Drama de Azerbaiyán es un teatro estatal en la ciudad de Bakú. Fue creado en 1920 y renombrado en 1937. Desde 1956 es nombrado en honor del poeta y dramaturgo azerbaiyano Samed Vurgun.  Los espectáculos del teatro son principalmente obras rusas de arte y literatura con algunos espectáculos de escritores azerbaiyanos y europeos clásicos.

### Teatro de títeres de Bakú
Teatro de títeres de Bakú se encuentra en el Bulevard de Bakú. El edificio del teatro fue diseñado en 1910 por el arquitecto polaco Józef Płoszko, inicialmente como un teatro cine francés del Renacimiento. En 1921, según el proyecto del arquitecto local Zivar-bey Akhmadbeyov, el teatro fue reconstruido como teatro "Satyragite".  Desde 1931 el teatro tiene su función actual, llegando a ser independiente en 1965.

### Teatro Estatal de Pantomima de Azerbaiyán
Teatro Estatal de Pantomima de Azerbaiyán se encuentra en Bakú. Es el primer teatro de pantomima en la historia teatral de Azerbaiyán. Fue creado en 1994. En 2000 el Teatro de Pantomima de Azerbaiyán obtuvo el estatuto del teatro estatal. Unos años el teatro se encuentra en el edificio del Teatro del Joven Espectador. Pero poco después se trasladó al edificio del cine "Shafaq". En el año 2009 el grupo del teatro estuvo en gira en 12 países; su repertorio se consistió de 24 espectáculos, como de obras azerbaiyanas, tanto extranjeras.

### Teatro Estatal de Espectadores Jóvenes de Azerbaiyán
El teatro fue creado en 1928 y se consistió solo del grupo ruso. En 1930 al equipo del teatro se unió el grupo azerbaiyano. El Teatro del Joven Espectador de Azerbaiyán desde 1936 lleva el nombre de Máximo Gorki. En 2013 fue inaugurado la escena pequeña del Teatro.